# Divize B 1977/1978
V soubojích 13. ročníku České divize B 1977/78 se utkalo 14 týmů dvoukolovým systémem podzim – jaro. Tento ročník fotbalové soutěže začal v srpnu 1977 a skončil v červnu 1978.

## Nové týmy v sezoně 1977/78
Z 3. ligy – sk. A 1976/77 sestoupila do Divize B mužstva TJ Kaučuk Kralupy nad Vltavou, TJ Baník Most, TJ Slovan Varnsdorf a TJ Chemička Ústí nad Labem. Z krajských přeborů ročníku 1976/77 postoupila vítězná mužstva TJ Vagonka Česká Lípa ze Severočeského krajského přeboru, TJ Spolana Neratovice ze Středočeského krajského přeboru a TJ ZPA Praha Košíře z Pražského přeboru. Také sem bylo přeřazeno mužstvo TJ Spartak Motorlet Praha z Divize C.

## Výsledná tabulka
| Poř. | Tým                           | Z  | V  | R  | P  | VG | OG | B  |
| ---- | ----------------------------- | -- | -- | -- | -- | -- | -- | -- |
| 1.   | TJ Spolana Neratovice         | 30 | 18 | 7  | 5  | 56 | 22 | 43 |
| 2.   | TJ Vagonka Česká Lípa         | 30 | 18 | 2  | 10 | 59 | 31 | 38 |
| 3.   | TJ KŽ Králův Dvůr             | 30 | 16 | 6  | 8  | 47 | 32 | 38 |
| 4.   | TJ Admira Praha 8             | 30 | 16 | 6  | 8  | 41 | 27 | 38 |
| 5.   | TJ Spartak Motorlet Praha     | 30 | 16 | 4  | 10 | 39 | 28 | 36 |
| 6.   | TJ Kaučuk Kralupy nad Vltavou | 30 | 14 | 5  | 11 | 48 | 40 | 33 |
| 7.   | TJ Spartak Roudnice nad Labem | 30 | 12 | 9  | 9  | 35 | 31 | 33 |
| 8.   | TJ Baník Most                 | 30 | 13 | 4  | 13 | 44 | 44 | 30 |
| 9.   | ABC Braník                    | 30 | 11 | 6  | 13 | 40 | 38 | 28 |
| 10.  | TJ Slovan Varnsdorf           | 30 | 12 | 3  | 15 | 47 | 51 | 27 |
| 11.  | TJ SEPAP Jílové               | 30 | 12 | 3  | 15 | 41 | 53 | 27 |
| 12.  | TJ CHZ Litvínov               | 30 | 10 | 6  | 14 | 28 | 34 | 26 |
| 13.  | TJ Chemička Ústí nad Labem    | 30 | 7  | 10 | 13 | 32 | 38 | 24 |
| 14.  | TJ ZPA Praha Košíře           | 30 | 7  | 9  | 14 | 24 |    | 23 |
| 15.  | TJ Lokomotiva Kladno          | 30 | 8  | 4  | 18 | 21 | 55 | 20 |
| 16.  | SK Modřany                    | 30 | 4  | 4  | 20 | 23 | 55 | 12 |

Poznámky:
- Z = Odehrané zápasy; V = Vítězství; R = Remízy; P = Prohry; VG = Vstřelené góly; OG = Obdržené góly; B = Body

|  | Postup do 2. ligy – sk. A 1978/79                |
|  | Sestup do příslušného oblastního přeboru 1978/79 |